# Dornier Do J

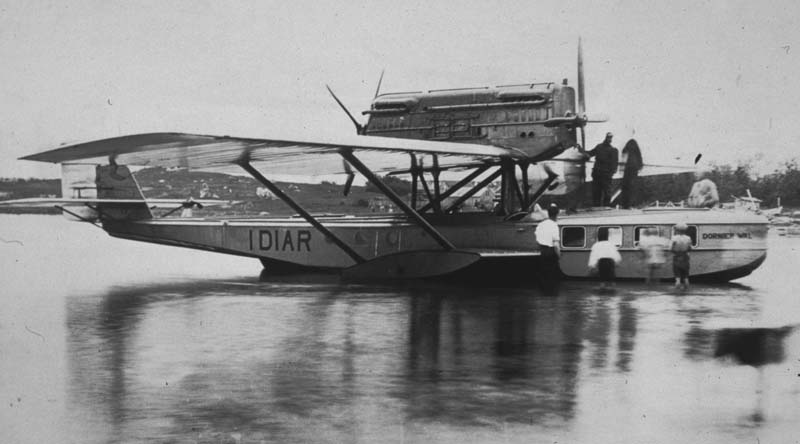

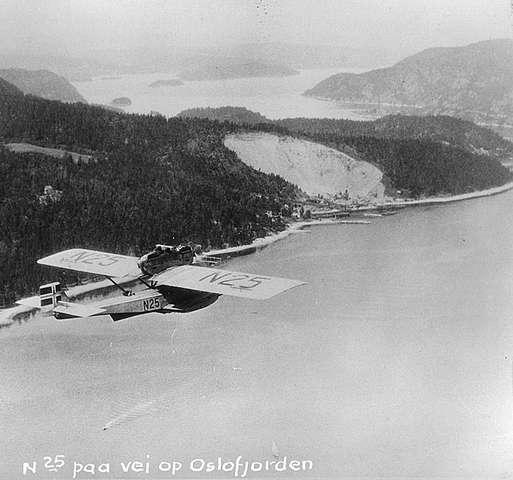

Дорньє Do J Валь (нім. Dornier Do J Wal, «Кит») — німецький летючий човен, створений на початку 1920-х років німецьким конструктором Клаудісом Дорньє, понад двадцять років перебував у складі військово-повітряних сил і цивільної авіації багатьох країн. Човен Дорньє вдало поєднував передові конструкторські рішення і неодноразово вдосконалювався протягом всього періоду служби.
Dornier Do J Wal часто використовувався для експедиційних польотів в Арктику, зокрема на ньому здійснив повітряну експедицію до Північного полюса полярний дослідник Руал Амундсен.
Був прийнятий на озброєння ВПС Червоної Армії наприкінці 1920-х років, протягом тривалого часу був єдиним, здатним виконувати далекі польоти по трасі Північного морського шляху для льодової розвідки.

## Конструкція та виробництво
Do J мав піднесене на стійках крило-парасоль з двома поршневими двигунами в одній центральній гондолі над крилом, один двигун приводив в рух тягловий гвинт, а інший — штовхаючий. Корпус літака використовував запатентовані Клодом Дорньє спонсони по боках, які вперше були використані на розробленому Дорньє летючому човні Zeppelin-Lindau Rs.IV в кінці Першої світової війни. Перший політ Do J відбувся 6 листопада 1922 року в Пізі (Італія), оскільки Німеччина мала обмеження по розробці літаків за умовами Версальського договору. Dornier почали виготовляти Do J в Німеччині тільки в 1931 році, до цього виробництво проводилось в Італії та Швейцарії.
Спочатку Do J оснащувався двома двигунами Rolls-Royce Eagle IX потужністю 355 к.с. Пізніші версії і експортні варіанти використовували майже всі можливі двигуни того часу включаючи Hispano-Suiza, Napier Lion, Lorraine-Dietrich, BMW VI, чи Liberty L-12.
В військовому варіанті (нім. Militärwal) мав екіпаж від двох до чотирьох осіб в відкритій кабіні в носі літака. В носі літака була встановлена одна позиція для кулемета, і ще одна чи дві в центрі літака. Першими військовий варіант Wal отримали повітряні сили Іспанії, пізніше Аргентини, Чилі та Нідерландів. Декілька екземплярів було продано Югославії та Радянському Союзу. Тільки на при кінці виробництва літаки взяли на озброєння Німеччина та Італія.
Цивільний варіант (нім. Kabinenwal або нім. Verkehrswal) мав закриту пасажирську кабіну в носі з місцем для 12 пасажирів, а кабіна пілота була посунена дальше. Основними операторами цивільного варіанту стали Німеччина, Італія, Бразилія та Колумбія. Поштовий варіант 10 to-Wal, що використовувався Deutsche Lufthansa для поштових перевезень через Південну Атлантику з 1934 по 1938 року мав дальність польоту 3600 км і висоту польоту 3500 м.
Загалом було побудовано більше 250 Do J компаніями CMASA та Piaggio в Італії, CASA в Іспанії, Kawasaki в Японії, Aviolanda в Нідерландах та Dornier в Німеччині.

## Історія використання
Do J використовувався для пасажирських і поштових перевезень багатьма операторами по всьому світі, зокрема німецькими Aero Lloyd і Deutsche Luft Hansa, італійськими SANA і Aero Espresso, колумбійським SCADTA, бразильським Syndicato Condor і японським Nihon Koku Yuso Kaisha. Загалом Дорньє Walстав беззаперечним комерційним успіхом в історії морської авіації.
Повітряні сили Колумбії використовували Do J під час Перуансько-колумбійської війни в 1932—1933 роках.

### Експедиційні польоти і рекорди
Норвезький полярний дослідник Руаль Амундсен з американським Лінкольном Елсвортом і пілотом Яльмаром Рісер-Ларсеном використовували два Do J під час спроби досягти Північного полюсу в 1925 році. Літаки з номерами N-24 та N-25 не досягли полюсу, але досягли північної широти 87° 44'. Літаки приземлились на відстані декількох кілометрів один від одного, але змогли зв'язатись один з одним. Під час посадки N-24 був пошкоджений і команда намагалась його полагодити протягом трьох тижнів. Це їм не вдалося і вони повернулись з експедиції одним літаком N-25.
18 серпня 1930 року Вольфганг фон Гронау почав транс-атлантичний переліт за північним маршрутом Зюльт-Ісландія-Ґренландія-Лабрадор-Нью-Йорк використавши той самий Wal (D-1422) що і Амундсен. Політ на 7520 кілометрів зайняв 47 льотних годин. В 1932 році фон Гронау здійснив навколосвітній переліт на Wal (D-2053) з власною назвою «Grönland Wal» («Гренландський Кит»).
В 1926 році Рамон Франко став національним героєм Іспанії, коли зробив транс-атлантичний переліт по маршруту португальських авіаторів Гаги Коутіньо і Сакадури Кабрала на Do J з власною назвою «Plus Ultra». Подорож на 10 270 кілометрів була завершена за 59 годин і 39 хвилин. Подію широко висвітлювали в іспаномовному світі, не зважаючи на те що техніка і обслуговування були німецькими. В 1929 році Франко спробував здійснити ще один переліт Атлантики, але зазнав аварії поблизу Азорських островів і пізніше був врятований британським авіаносцем «Ігл».
Португальський авіатор Сарменто де Бейрес з командою здійснили перший нічний переліт Атлантичного океану в ночі на Do J з ім'ям «Argos». Переліт відбувся в ніч з 16 на 17 березня 1927 року з островів Біжаґош до Фернанду-ді-Норонья.
Два Wal (D-ALOX Passat і D-AKER Boreas) використовувались під час німецька антарктичної експедиції в 1939 році.

### Південно-атлантична поштова служба
Останній варіант Wal вагою 8 чи 10 тон (обидва варіанти також відомі як Katapultwal) використовувались Люфтганзою для доставки пошти в піденній атлантиці з основним маршрутом з Штутгарту (Німеччина) до Наталу (Бразилія). Перший пробний переліт відбувся в 1933 році, а регулярні польоти почались з лютого 1934 року. Проміжними зупинками стали Банжул (Гамбія) і острови Фернанду-ді-Норонья. Спочатку літаки приводнялися посеред океану для дозаправки від спеціально обладнаного судна SS Westfalen. Цей судно також обладнювалось краном і катапультою для запуску літака, з серпня 1934 схема змінилася, Люфтганза використовувала два кораблі (другий MS Schwabenland.) з катапультою, один поблизу африканського, а інший — бразильського узбережжь. Запуск з катапульти дозволяв взяти на борт більше палива, і Wal міг перелетіти цілий океан без зупинок, при цьому кораблі також могли доставляти літаки ближче до місця призначення. З квітня 1935 року було організовано запуск літаків з берега.
Do J здійснили більше 300 перельотів південної Атлантики в ході регулярних перевезень. Восьмитонний варіант не був надто успішним і мав тільки два екземпляри, шість 10-титонних Do J стали основною машиною для перевезень і використовувались до кінця 1938 року.

### В Японській імперії
Японська компанія Kawasaki імпортувала один Do J в 1926 році, тому коли авіаційне бюро звернулось до компанії з пропозицією створити пасажирський летючий човен було вирішено використати саме його. Японці дещо змінили кабіну для шести пасажирів і вантажу, а також вирішили використати виготовлені за ліцензією двигуни BMW VI. Переробка завершилась в січні 1930 року, і літак передали компанії «Авіатранспорт Японії». Компанія вже використовувала один імпортований Do J і японська модифікація не поступалась імпортованій. Літак здійснив дев'ять перельотів Фукуока-Осака і чотири Шанхай-Фукуока зимою-весною 1930 року.
Компанія замовила ще два літаки, які були готові в жовтні і листопаді 1930 року. Один з них мав відкриту кабіну пілотів позаду пасажирської кабіни, а інший винесену вперед кабіну пілотів. Вони показали ще кращі характеристики ніж прототип, і Kawasaki надіялись на збільшення польотів до Китаю, а відповідно і продажів, проте початок японського вторгнення в Маньчжурію перекреслив будь-які цивільні польоти туди. На коротших маршрутах між Японськими островами Do J програвав наземним Fokker F.VII і Fokker Super Universal, а після того як один Do J розвалився в повітрі над містом Яхата всі розробки і виробництво припинились.

## Технічні характеристики
- Екіпаж: 3
- Пасажири: 8-10
- Довжина: 17.25 м (56 фт 7 дм)
- Розмах крил: 22.00 м (72 фт 2 дм)
- Висота: 5.62 м (18 фт 5 ін)

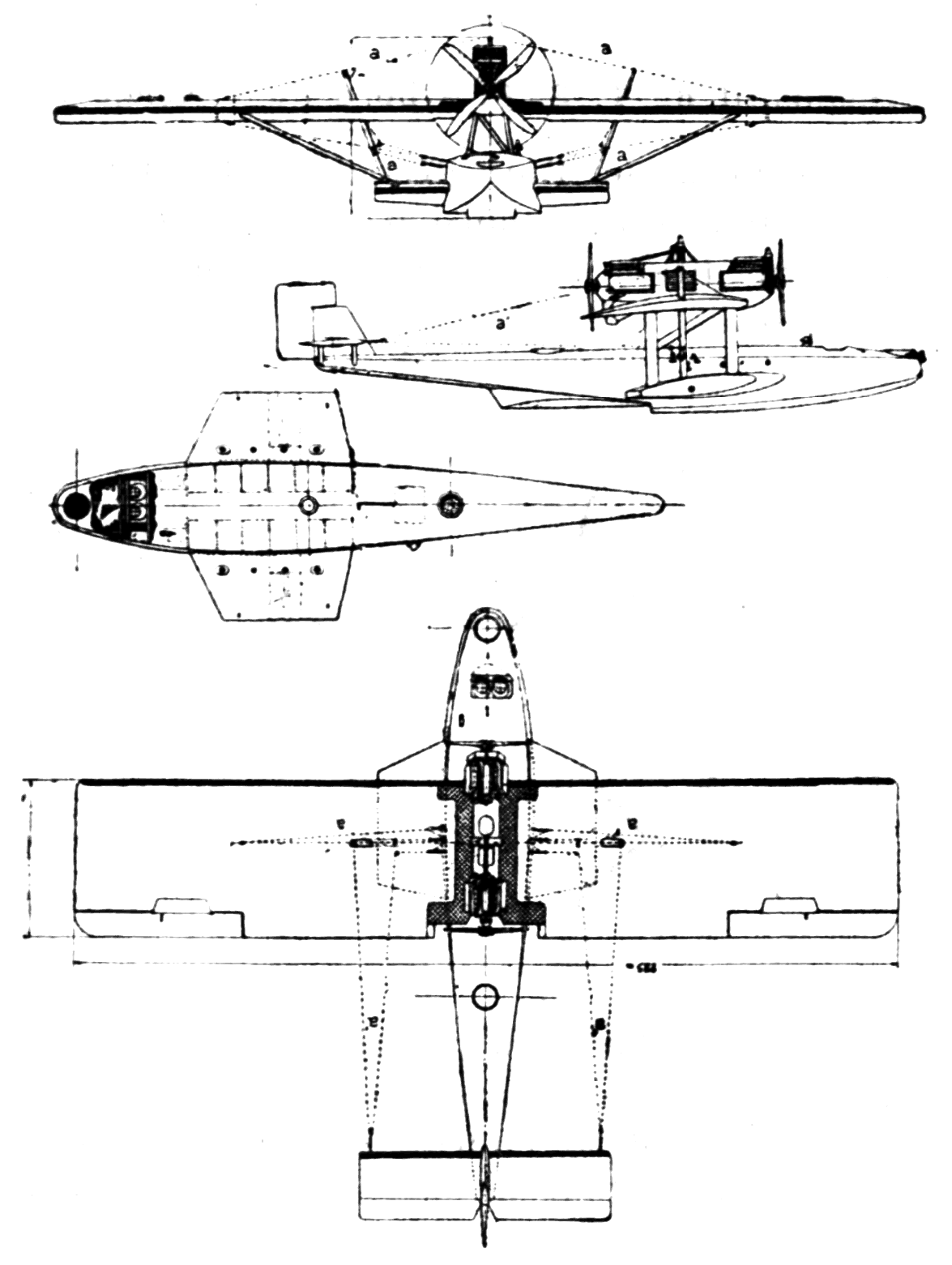
Dornier Do J Wal

- Площа крила: 96.0 м² (1,030 кв. фт)
- Маса порожнього: 3,630 кг (8,003 фунтів)
- Злітна маса: 7,000 кг (15,432 фунтів)
- Двигун: 2 × 12-ти циліндрові V-подібні Rolls-Royce Eagle IX водяного охолодження, 265 кВт (355 кс)

### Льотні характеристики
- Максимальна швидкість: 185 км/год (115 миль/год)
- Крейсерська швидкість: 145 км/год
- Дальність польоту: 800 км (497 миль)
- Практична стеля: 3,500 м (11,483 фт)
- Швидкопідйомність: 1,5 м/с
- Час набору висоти 3000 м.: 33 хвилини

## Оператори
Аргентина
- Повітряні сили ВМС Аргентини[9]

 Бразилія
- Varig[10]
- Syndicato Condor[10]

 Чилі
- Повітряні сили Чілі[11]
- Військово-морські сили Чилі[12]

 Колумбія
- SCADTA[10]
- Повітряні сили Колумбії[13]

 Данія
- Королівські військово-морські сили Данії

 Веймарська республіка
- Condor Syndikat[14]
- Deutscher Aero Lloyd[10]
- Deutsche Luft Hansa[14]

 Королівство Італія
- Aero Espresso Italiana[10]
- Società Anonima Navigazione Aerea[10]

 Японія
- «Авіатранспорт Японії»[en] (Nihon Koku Yuso Kaisha)

 Нідерланди
- Військово-морські сили Нідерландів[15]

 Норвегія
 Португалія
- Повітряні сили Португалії

 СРСР
- Військово-повітряні сили СРСР

 Друга іспанська республіка
- LAPE[10]
- Повітряні сили Іспанської республіки
- Військово-морські сили Іспанської республіки

 Франкістська Іспанія
- Повітряні сили Іспанії
- Військово-морські сили Іспанії

 Швейцарія
 Королівство Югославія
- Королівські військово-морські сили Югославії